# Провулок Віктора Дубровського
Прову́лок Ві́ктора Дубро́вського — провулок у Святошинському районі міста Києва, селище Біличі. Пролягає від вулиці Володимира Дурдуківського до вулиці Академіка Булаховського.

## Історія
Виник у 1-й половині XX століття, мав назву провулок Калініна, на честь радянського політичного діяча Михайла Калініна. З 1966 року — провулок Бонч-Бруєвича, на честь радянського партійного і державного діяча Володимира Бонч-Бруєвича. 
Сучасна назва на честь українського лексикографа Віктора Дубровського — з 2016 року.

## Зображення

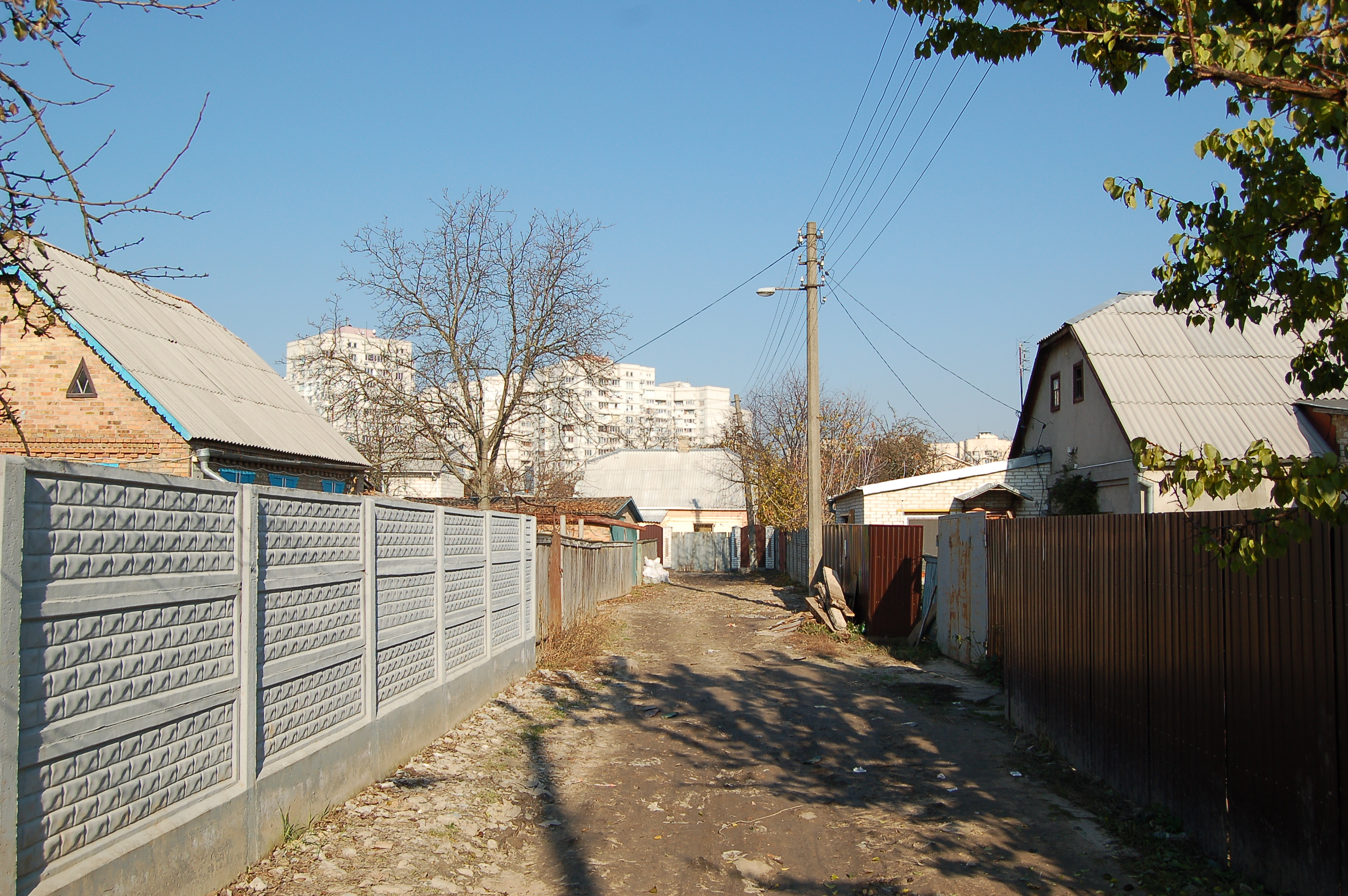
Провулок Віктора Дубровського